# فيل باربر
فيل باربر (بالإنجليزية: Phil Barber)‏ هو لاعب كرة قدم بريطاني، ولد في 10 يونيو 1965 في Tring ‏ في المملكة المتحدة. لعب مع دولويتش هاملت وكريستال بالاس ونادي بريستول سيتي ونادي بليموث أرجايل ونادي فولهام ونادي كرولي تاون ونادي مانسفيلد تاون ونادي ميلوول.